# 凱爾海姆
凯尔海姆（德語：Kelheim，發音：[ˈkeːlhaɪm] ⓘ）是德国巴伐利亚州下巴伐利亚行政区凯尔海姆县的城市，也是凯尔海姆县的县治，面积76.68平方千米，2023年12月31日人口为17,094人。